# Масленичные песни

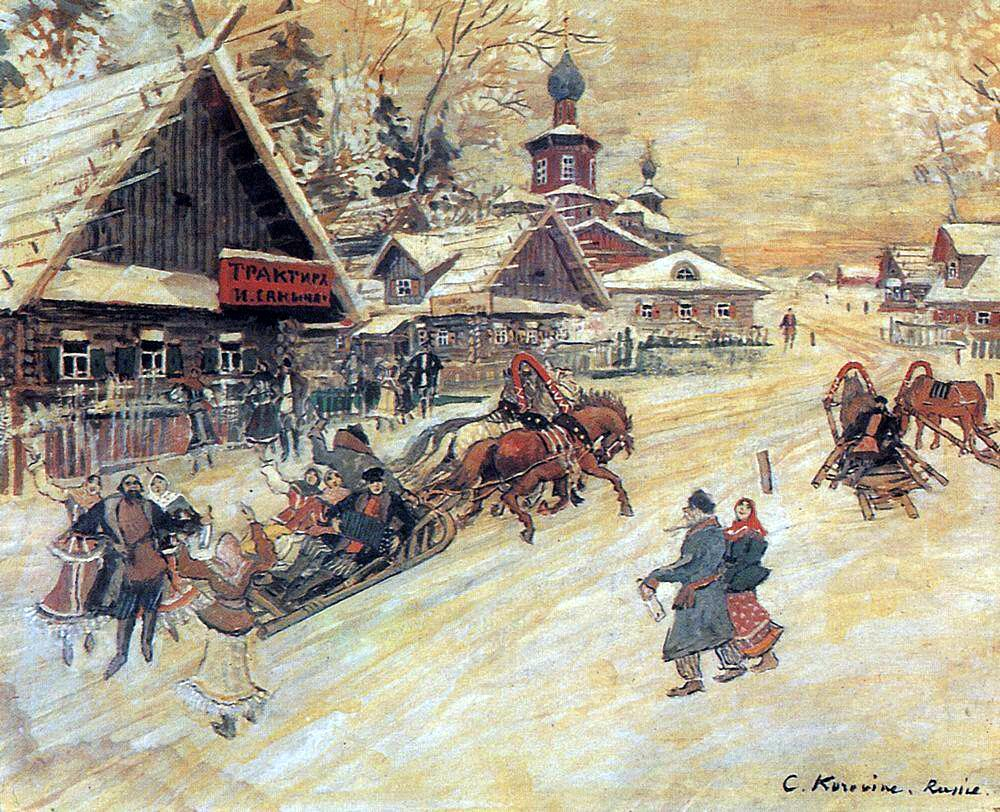
К. А. Коровин. Праздничное гулянье. 1930-е гг.

Масленичные песни — песни, частушки, прибаутки и колядки, которые исполняются на Масленице и приурочены к тем или иным обрядам предвесеннего праздника. Является преимущественно русским жанром, тяготея в основном к западной зоне.
Тематика масленичных песен: встреча и проводы масленицы, а также любовь, семья и плодородие.

## Описание
Наряду с песнями, непосредственно связанными с обрядом, на Масленицу в конце XIX — начале XX века звучало много и необрядовых песен. 
В русских масленичных песнях пелось об изобилии: масла и сыра (старинное название творога) заготовлено было так много, что ими умащивали гору для катания на санках:
Ай, как мы масленицу дожидали,

Дожидали, люли, дожидали.

Сыром горушки укладали,

Укладали, люли, укладали.

Сверхом маслицем поливали.

Ах ты масленица, будь катлива,

Будь катлива, люли, будь катлива…
Саму Масленицу в масленичных песнях ругают, высмеивают, призывают возвратиться, называют шуточными человеческими именами: Авдотьюшка, Изотьевна, Акулина Саввишна и т. д..
Масленичные прибаутки, дразнилки, песни нередко содержат эротические подтексты, доходящие до нелитературной лексики.
Узкообъёмные масленичные напевы имели весёлый характер, даже если пелись с невеселыми словами. В последний день Масленицы («прощёное воскресенье») пелось много грустных лирических песен. Молодушки выходили за околицу села, взбирались на горку и, обернувшись в сторону далекой родной деревни, заводили песни о разлуке с родителями, жаловались на суровость свекра и свекрови. В курской песне «У ворот сосна всколыхалася» рассказывается о том, как молодушка, собираясь навестить мать, прихорашивалась, умывалась тремя сортами заморского мыла. Тем временем зима скрылась, снега потаяли, реки разлились, а поехать к матери она так и не успела. Мелодия песни принадлежит к группе типовых календарных напевов, построенных на ладово-напряжённом увеличенно-квартовом последовании из одних лишь целых тонов.
По вечерам молодёжь собиралась на посиделки и игрища, где пели, как правило, величальные песни, танцевали, играли.
Особое место занимают обидные песни, с помощью которых хулили молодых людей, до сих пор не женившихся:

Масленица – белый сыр, 

Кто не женится,  

тот сукин сын.
В последний день недели справлялся обряд проводов Масленицы. Под весёлое пение по улицам возили на дровнях наряженное соломенное чучело, изображавшее масленицу; вечером его везли  за  деревню, где сжигали, бросали  в реку, под мост или разрывали и разбрасывали по  полю. При этом могли пародийно исполнять похоронные причитания, корильные песни, или частушки:
Дура-Масленица,

Обманула, провела:

На Великий пост

Нам редьки хвост —

И грызи, как хошь.
Обряд воспроизведён в пьесе А. Островского «Снегурочка», музыку к которой писали П. Чайковский и А. Гречанинов, а также в опере на этот сюжет Н. Римского-Корсакова. В большинстве местностей на Масленицу пелись обычные весёлые шуточные и лирические песни: старинные же масленичные песни сохранились в Тверской области на Смоленщине на Псковщине,во Владимире.У белорусов масленичные песни бытовали лишь на бывших землях смоленско-витебских кривичей, восточней от бассейна реки Усвячи.  